# N905i
FOMA N905i（フォーマ・エヌ きゅう まる ご アイ）は、日本電気 (NEC) によって開発された、NTTドコモの第三世代携帯電話 (FOMA) 端末である。

## 概要
- NEC製の端末としてはmovaN506iSII以来となる回転2軸式の形状が採用され、FOMAでは初めての採用になる。また、凹凸のあるキーを採用することで押しやすさを実現したPCライクキーを搭載した。
- NEC製として初めてワンセグに対応。通常の縦画面から180度画面を回転させるだけで（イメージ）、ワンセグを起動出来る。ワンセグ視聴時にメールなどの受信をテロップで知らせるクイックインフォに対応し、さらにそこから180度画面を回転させて通常のスタイルに戻すだけでワンセグとメールが2分割表示し、ワンセグを見ながらメールを打つことが出来る。
- 外部メモリーは規格上限の2GBまで（ドコモ発表）のmicroSDに対応。カメラ性能は、CMOS有効画素数約520万画素（記録画素数:約500万画素）で、これまでに日本国内で発売された携帯電話の中では最高画素数となった（2007年11月1日現在）。また最大3人の顔を認識し、大きさや位置関係で優先順位を決定してピントと露光をあわせる顔検出オートフォーカスや、「被写体ブレ補正」と「6軸手ブレ補正」に対応。PictMagicIVも搭載し、撮影した画像を、顔、風景、夜景などのシーン別に自動分類し、最適な画質に自動補正する。動画撮影もVGAサイズで30fps・さらにH.264形式に対応した。テレビカメラ用のサブカメラはCMOS有効画素数約33万画素（記録画素数:約31万画素）を搭載する。
- メインディスプレイには、3インチフルワイドVGA液晶を搭載。モバイルシャインビューEX液晶により、高輝度（約400カンデラ）・高コントラスト(2000:1)・高色度域（約72%）・広視野角（176度）を実現した。さらに待受画面だけでなく、メール画面、ブラウザ画面、アイコン表示、フォントなどがVGAに対応した。フォントもゴシック体と明朝体の2つから選べる。サブディスプレイはモノクロの約0.9インチ、64×96ドットを搭載している。
- 通信面ではFOMAハイスピードに対応し、最高受信速度3.6Mbpsでの通信ができる。iモードブラウザも5つまでのタブ表示に対応。また、フルブラウザも搭載し、これまでドコモの端末に標準搭載されているNetFront社製のフルブラウザーに加え、N904iから引き続きピクセル・ブラウザーを搭載している。iモード・フルブラウザ・メール中などに調べたいことをダイレクトに検索できる「クイック検索」にも対応した。
- ヤマハサウンド搭載で、高音質でワンセグや音楽を楽しめる。音楽再生機能もAACのほか、WMA、SD-Audio(AAC/AAC+SBR)の再生に対応。WMA形式で約55時間、SD-Audio形式でFOMA最長の約85時間の再生可能[1]。
- Windows Media Player/SD-Audio対応のNケータイに付属していたSD-Jukebox等の音楽管理ソフトは同封されていないので、別途用意する必要がある。なお、Windows Media Player/SD-Audio対応のケータイに付属していたSD-Jukeboxを代用することも可能である。

| 主な対応サービス           | 主な対応サービス                    | 主な対応サービス                | 主な対応サービス                                     |
| -------------------------- | ----------------------------------- | ------------------------------- | ---------------------------------------------------- |
| DCMX／おサイフケータイ     | うた・ホーダイ                      | 着うたフル／着うた              | デジタルオーディオプレーヤー(WMA)(AAC)(SDオーディオ) |
| 直感ゲーム／メガiアプリ    | Music&Videoチャネル／ビデオクリップ | GSM／3Gローミング（WORLD WING） | プッシュトーク                                       |
| FOMAハイスピード           | GPS／ケータイお探し                 | デコメール／デコメ絵文字        | iチャネル                                            |
| 着もじ                     | テレビ電話／キャラ電                | 電話帳お預かりサービス          | フルブラウザ                                         |
| おまかせロック／バイオ認証 | 外部メモリーへiモードコンテンツ移行 | トルカ                          | iC通信／iCお引越しサービス                           |
| きせかえツール／マチキャラ | バーコードリーダ／名刺リーダ        | 2in1※                           | エリアメール                                         |

※BモードのメールはWebメールとなる。

### プリインストールiアプリ
- 翻訳アプリ「しゃべって翻訳」
- 地図アプリ
- Gガイド番組表リモコン
- DCMXクレジットアプリ
- ケータイクレジットiD
- FOMA通信環境確認アプリ
- 直感!!コロリンパ
- 絶対視覚
- モバイルGoogleマップN
- カメラでケンサク!ERサーチ
- iアプリバンキング
- 楽オク出品アプリ2
- デコメをつくろう
- 海外旅行便利ツール

### ワンセグ機能
- 字幕放送
- クイックインフォ&スタイルチェンジ
- 連続視聴時間 約3時間20分（ECOモード時：約3時間50分）
- Gガイド番組表リモコンからの録画予約
- タイムシフト再生
- 倍速再生

## テレビCM
テレビCMにはN904iに引き続き、YUKIが出演。楽曲にはワンダーラインが使用された。

## 歴史
- 2007年8月16日 - 連邦通信委員会 (FCC) 通過
- 2007年8月31日 - 電気通信端末機器審査協会 (JATE) 通過
- 2007年9月10日 - 技術基準適合証明 (TELEC) 通過
- 2007年11月1日 - D905i・D705i・D705iμ・F905i・F705i・N905i・N905iμ・N705i・N705iμ・P905i・P905iTV・P705i・P705iμ・PROSOLID μ・SH905i・SH905iTV・SH705i・SO905i・SO905iCS・SO705i・L705i・L705iX・NM705iの開発が発表。
- 2007年11月28日 - 発売開始

## 不具合
NTTドコモによるN905iのソフトウェアアップデート情報より
2007年12月19日：ソフトウェアアップデートでの不具合修正・変更
- 照明設定の「明るさ」を「自動調整OFF」に設定していても、「地図アプリ」を起動・使用後に、設定が「自動調整ON」（照度センサーが反応する）に変更される不具合。
- ワンセグビデオ再生中に音声着信やメール受信した後に、ワンセグビデオを終了して待受画面に戻った場合、一定時間経過してもバックライトが微点灯にならない不具合。
- ビュースタイルの待受画面でiチャネルのテロップが表示されている時に、省電力モード下で設定待ち時間経過によりディスプレイがOFFになった後に、強制再起動される不具合。
- 電話発信画面にFlash画像を設定した場合、音声発信しても電話発信画面にFlash画像が表示されずに初期設定画像が表示される不具合。
- エリアメール受信設定画面の説明文変更。

2008年3月4日：ソフトウェアアップデートでの不具合修正・変更
- メール作成時にデコメ絵文字を選択すると、強制再起動される不具合。
- デコメ絵文字を使ったメールをスクロールする際の視認性を向上させる変更。

2008年4月2日：ソフトウェアアップデートでの不具合修正
- 車載ハンズフリー機器等外部機器の組み合わせにおいて、外部機器側から通話終了操作ができない不具合。
- 特定機種からの赤外線通信を利用した電話帳全件転送の受信に失敗する不具合。

2008年8月20日：ソフトウェアアップデートでの不具合修正
- メール機能使用中の特定の操作のタイミングにより、強制再起動される不具合。
- 省電力モードOFFでも一定時間経過後に待ち受け画面表示が消える不具合。

2009年4月7日：ソフトウェアアップデートでの不具合修正
- デコメ絵文字を含む署名を設定した状態で、新規メール作成中にマルチボタンを選択後、メールボタンを押下し、新規メール作成を実行すると強制再起動される不具合。
- 海外一部地域で通話・通信できない不具合

2011年9月22日：ソフトウェアアップデートでの不具合修正
- iモード通信時、画像ファイルのアップロードができない場合がある。